# Natalija Gros
Natalija Gros, née le 29 novembre 1984 à Kranj, est une grimpeuse slovène. Elle a été la neuvième femme à atteindre le niveau 8c, en enchaînant Steleovod à Osp, en Slovénie en 2006.

## Palmarès

### Championnats d'Europe[1]
- Natalija Gros est championne d'Europe 2008 pour l'épreuve de bloc, et médaille d'argent  aux Championnats d'Europe d'escalade 2004, en épreuve de difficulté.

| Date       | Final | Catégorie  | Année | Organisateur | Pays   | Lieu  |
| ---------- | ----- | ---------- | ----- | ------------ | ------ | ----- |
| 15/10/2008 | 01    | bloc       | 2008  | IFSC         | France | Paris |
| 21/06/2004 | 02    | difficulté | 2004  | UIAA         | Italie | Lecco |

### Coupe d'Europe
Natalija a commencé sa carrière très jeune en remportant deux coupes du monde cadette  , et une junior. Elle est médaille d'argent junior  en 2000.
| Date       | Place | Final | Catégorie | Année | Organisateur | Pays      | Lieu     |
| ---------- | ----- | ----- | --------- | ----- | ------------ | --------- | -------- |
| 12/06/1998 | 01    | 01    | cadette   | 1998  |              | Allemagne | Dortmund |
| 04/07/1998 | 01    | 01    | cadette   | 1998  |              | Italie    | Trieste  |
| 10/07/1999 | 01    | 01    | cadette   | 1999  |              | Autriche  | Imst     |
| 14/08/1999 | 01    | 01    | cadette   | 1999  |              | Suisse    | Berne    |
| 28/10/2000 | 01    | 02    | junior    | 2000  |              | Italie    | L'Aprica |
| 30/03/2001 | 01    | 01    | junior    | 2001  |              | Russie    | Apatity  |
| 07/04/2001 | 01    | 01    | junior    | 2001  |              | Italie    | Trieste  |

### Coupe du monde[2]
Elle a remporté deux médailles de bronze : l'une   à l'épreuve de difficulté en 2004, l'autre   en épreuve de bloc en 2007.
Hormis l'épreuve de bloc en 2006, elle s'est classé dans les dix premières pour toutes les coupes du monde auxquelles elle a participé.
| Date       | Place | Final | Catégorie  | Année | Organisateur | Pays     | Lieu              | Note |
| ---------- | ----- | ----- | ---------- | ----- | ------------ | -------- | ----------------- | ---- |
| 23/04/2004 | 01    | 03    | difficulté | 2004  | UIAA         | Belgique | Puurs             |      |
| 08/06/2007 | 01    | 03    | bloc       | 2007  | IFSC         | Suisse   | Grindelwald       |      |
| 22/06/2007 | 01    | 03    | bloc       | 2007  | IFSC         | Italie   | Fiera di Primiero |      |

### Autres compétitions internationales
| Date       | Final | Catégorie                   | Année | Organisateur | Pays    | Lieu            |
| ---------- | ----- | --------------------------- | ----- | ------------ | ------- | --------------- |
| 23/07/2004 | 01    | Masters                     | 2004  | UIAA         | France  | Serre Chevalier |
| 26/05/2007 | 01    | Vertical ukrainienne (bloc) | 2007  |              | Ukraine | Kiev            |